# Scho-Ka-Kola
 (décembre 2016).
Si vous disposez d'ouvrages ou d'articles de référence ou si vous connaissez des sites web de qualité traitant du thème abordé ici, merci de compléter l'article en donnant les références utiles à sa vérifiabilité et en les liant à la section « Notes et références ».
Scho-Ka-Kola est une marque allemande et une gamme de chocolats contenant un mélange de caféine et de noix de kola. Les Scho-Ka-Kola ont une teneur en caféine d'environ 0,2 %, extraite du cacao pour 58 %, du café torréfié pour 2,6 % et de noix de kola pour 1,6 %, ce qui en fait des chocolats énergisants. Les chocolats ont pour particularité d'être conditionnés dans des boîtes rondes et métalliques, contenant des disques de chocolat divisés en quartiers sécables. L'emballage rouge et blanc et la recette ont très peu changé depuis leur création en 1936.

## Histoire

### Création

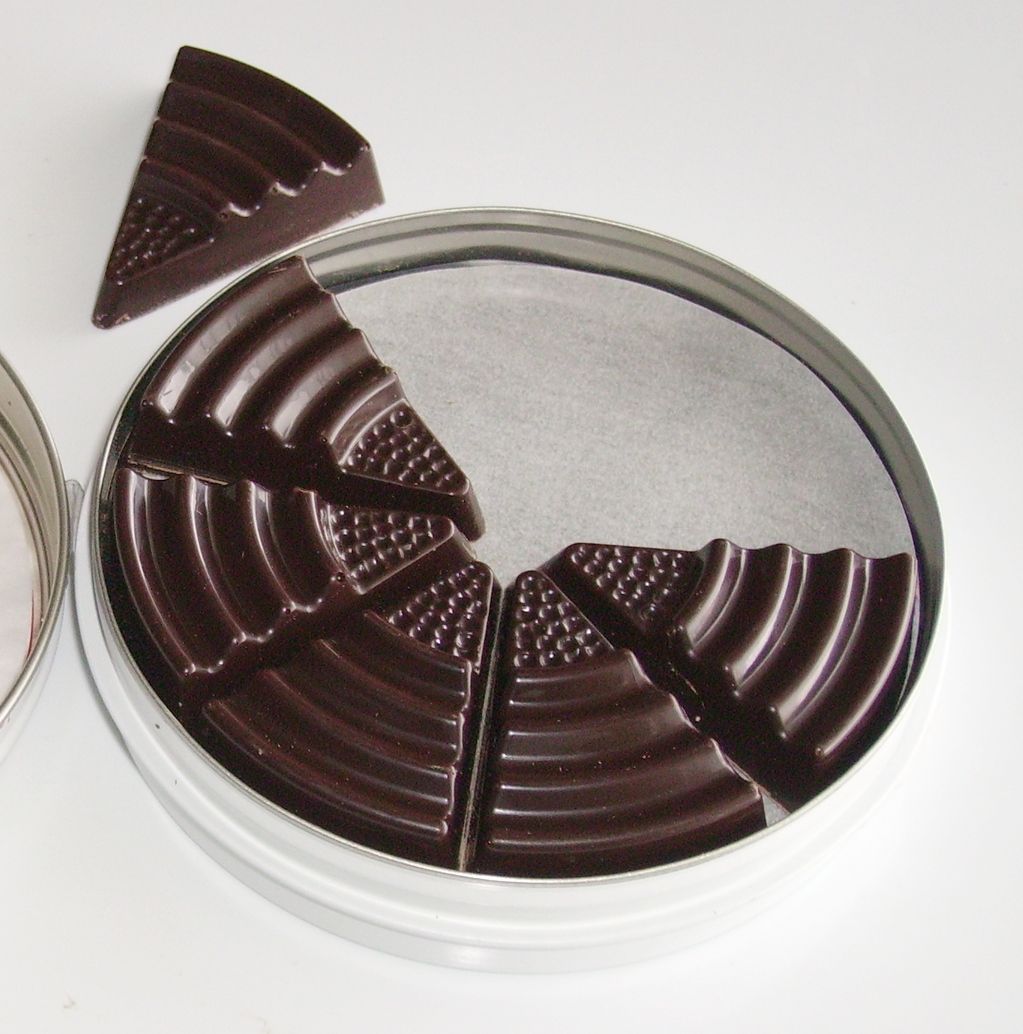
Boîte ouverte, montrant la couche supérieure du chocolat contenant huit morceaux de chocolat, désormais séparés.

Scho-Ka-Kola (pour Schokolade–Kaffee–Kolanuss) est créé en 1935 et breveté par le fabricant Hildebrand, Kakao - und Schokoladenfabrik, lui-même fondé par le chocolatier Theodor Hildebrand (1791-1854) dans l'Alt-Berlin (vieux Berlin). Il a été présenté lors des Jeux olympiques d'été de 1936 comme un aliment permettant d'améliorer ses performances énergétiques. Il a également été produit par le fabricant de chocolat B. Sprengel & Co. à Hanovre ainsi que par d'autres fabricants allemands.

### Seconde Guerre mondiale et utilisation dans la Wehrmacht

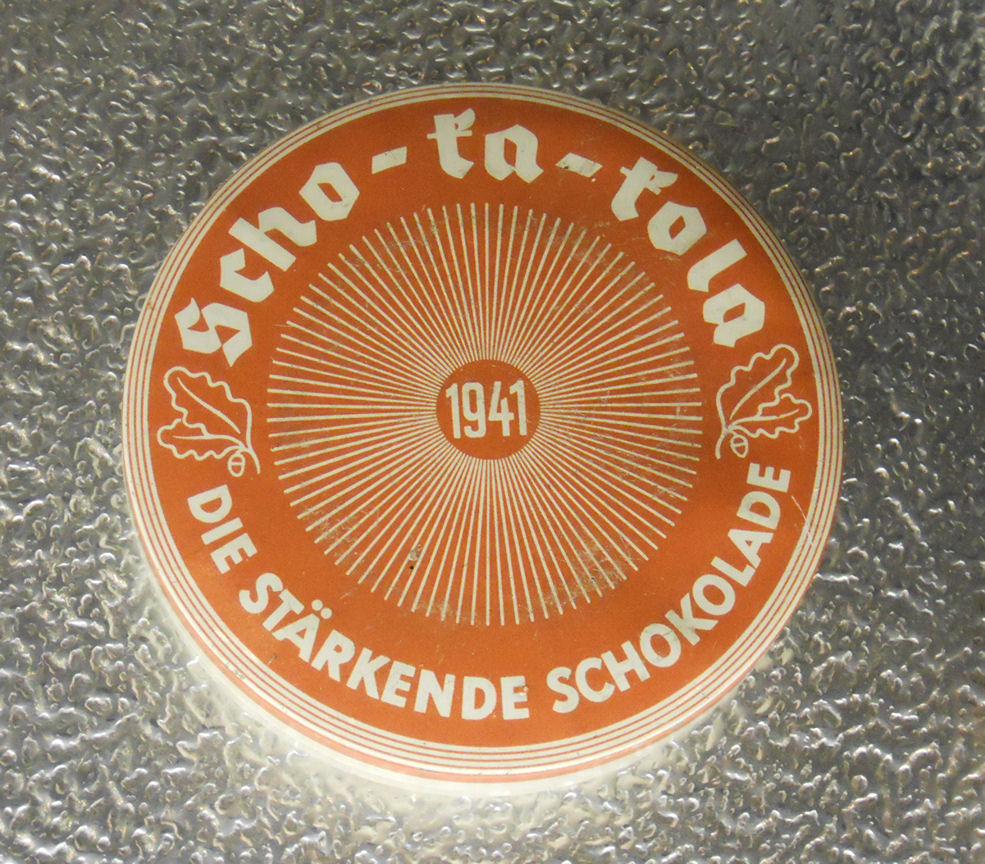
Cartouche de 1941, avec la marque imprimée en écriture gothique.

Durant la Seconde guerre mondiale, le Scho-Ka-Kola est communément appelé le « chocolat de l'aviateur » (en allemand Fliegerschokolade). Il est en effet généralement fourni dans les rations destinées aux pilotes et aux équipages de la Luftwaffe. Il est utilisé pour induire et prolonger leur état d'éveil et pour améliorer leur vigilance, en particulier lors des missions de nuit. Il est également incorporé dans certaines rations de survie. Le Scho-Ka-Kola a été également introduit dans les équipages de tanks allemands, où il est devenu familièrement connu sous le nom de « chocolat des tanks » (en allemand Panzerschokolade), ainsi que dans les équipages de U-boot et de l'Armée allemande. 
Pendant l'Occupation de l'Allemagne après la Seconde Guerre mondiale, il est également distribué à la population allemande par les Alliés. Les boîtes des versions distribuées à la Wehrmacht sont particulièrement recherchées par les collectionneurs.
Scho-Ka-Kola est mentionné à plusieurs reprises, dans l'autobiographie d'un soldat de la Waffen-SS, Johann Voss (de son vrai nom Paul Karl Schmidt). Il combat dans le Nord de la Finlande et participe à de violents combats contre les Russes, et il rapporte que des boîtes de Scho-Ka-Kola sont envoyées aux troupes. Il affirme également que, lors de la Bataille des Ardennes, du Scho-Ka-Kola a été offert à des troupes américaines capturées par les Allemands, comme gage de respect envers leur bravoure. Voss parle de Scho-Ka-Kola dans les notes de bas de page, en l'appelant chocolat « de luxe » et explique que chaque boîte ronde contient deux disques de chocolat noir.

### Production actuelle
En 1969, le producteur allemand de chocolat Hans Imhoff rachète l'entreprise Hildebrand, et en 1972, son concurrent Stollwerck. Le 1er juillet 2005, l'entreprise allemande Genuport rachète la marque et acquiert ses droits de distribution. Une filiale produit actuellement du Scho-Ka-Kola à Berlin, et il y est vendu en Allemagne et dans un nombre limité d'autres pays.

## Produit

### Conditionnement
Les Scho-Ka-Kola sont présentés dans une boîte métallique circulaire contenant 100 g de chocolat. À l'origine, chaque boîte contenait deux disques de chocolat, empilés l'un sur l'autre et chacun composé de huit parties sécables. Depuis 2007, les segments des deux disques sont livrés détachés, sans qu'il soit besoin de les séparer à la main.
En plus de la version avec la boîte rouge et blanc contenant un chocolat noir doux-amer, existent également une version bleu et blanc au chocolat au lait, et une version vert et blanc au chocolat au lait et à la noisette.

### Ingrédients
En 2017, les boîtes de Scho-Ka-Kola indiquent que le produit est composé de 58 % minimum de cacao. Pâte de cacao, sucre, beurre de cacao, café (2,6 %), lait entier en poudre, noix de cola en poudre (1,6 %), lécithine de soja (émulsifiant), E476 (émulsifiant), arôme. Ils peuvent également contenir des traces de noisettes, d'amandes et du gluten.

#### Teneur en caféine
Cent grammes de chocolat contiennent environ 200 mg de caféine. Puisque chaque boîte contient 16 portions, chaque portion dispose d'une teneur en caféine d'environ 12,5 mg.
Les boîtes actuelles indiquent que six portions de Scho-Ka-Kola contiennent autant de caféine qu'une tasse de café, ce qui correspond à la teneur en caféine des boissons énergisantes (80 mg par 250 ml). Auparavant, les étiquettes indiquaient que quatre portions de Scho-Ka-Kola contenaient autant de caféine qu'un expresso, soit environ 50 mg.

## Erreur fréquente
Une erreur répandue est que le Scho-Ka-Kola contenait de la Pervitine, une puissante méthamphétamine. Cette erreur vient du fait que le « Fliegerschokolade » (ou chocolat pour aviateurs) était un autre nom donné au Scho-Ka-Kola car il faisait partie des stimulants légers contenant de la caféine. Ce chocolat équipait les soldats de l'air allemande (Luftwaffe) pendant la Seconde Guerre mondiale. Un des autres stimulants qui faisait partie de leur équipement était le « Fliegermarzipan » (ou massepain pour aviateurs) qui, lui, contenait de la Pervitine. D'où la confusion entre les noms « Fliegerschokolade » et « Fliegermarzipan » et son lien abusif avec le Scho-Ka-Kola.